# 张德华 (1914年)
张德华（1914年7月—2000年4月），原名张友昆，江西横峰县人，中华人民共和国医学家。

## 生平
1930年参加中国工农红军，同年加入中国共产主义青年团。1931年加入中国共产党。红军时期，担任中国工农红军第十军团卫生部代理部长，1935年2月，担任中国工农红军挺进师卫生部部长。1949年出任横峰县卫生院院长。1950年，改任上饶地区人民医院院长（俞沼欧任副院长）。1953年任赣州专署卫生科科长。1956年，任赣州专署卫生处副处长，之后担任赣州市政协副主席：1977年任赣州地区人民医院副院长。1983年，离休。2000年4月去世。